# Gyrodactylus salaris

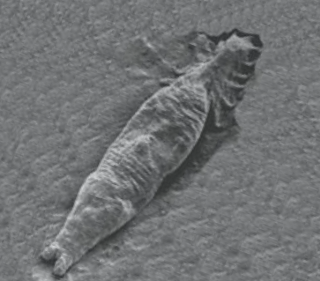
Gyrodactylus salaris

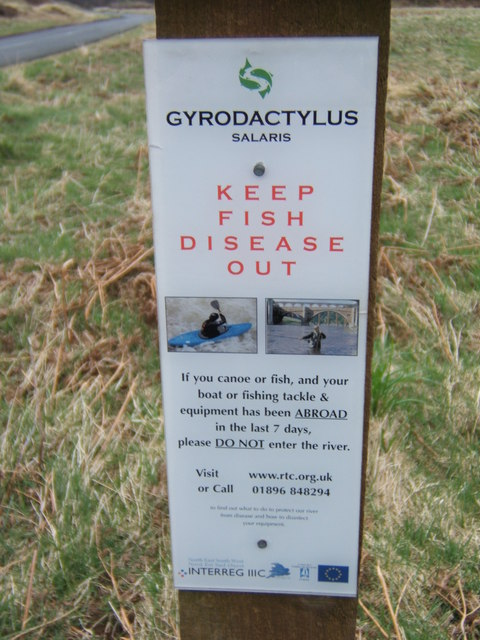
Warnschild in Schottland

Gyrodactylus  salaris ist eine Plattwurm-Art der Gattung Gyrodactylus aus der Klasse der Hakensaugwürmer (Monogenea).
Es handelt sich um einen kleinen Ektoparasiten (etwa einen halben Millimeter lang), der hauptsächlich auf der Haut von Süßwasserfischen, insbesondere dem Atlantischen Lachs, lebt.
Weitere Arten, die er parasitiert, sind die Regenbogenforelle, der Seesaibling, der Bachsaibling, die Europäische Äsche, der Amerikanische Seesaibling und die Bachforelle.

## Lebensweise
Der Parasit hält sich am Fisch mit Hilfe eines großen hinteren Befestigungsapparats, dem so genannten Haptor, an welchem sich sechzehn scharfe Haken befinden. Der Parasit ist mit bloßem Auge nicht sichtbar, sondern nur mit einer Lupe.
Zur Nahrungsaufnahme legt der Parasit sein Kopfende zum Fisch hin.
Er stülpt seinen Pharynx aus dem Mund heraus und gibt eine Verdauungslösung ab, welche ein proteolytisches Enzym enthält, das die Fischhaut auflöst. Schleim und gelöste Haut werden dann in den Darm gesaugt. Ein Befall durch viele dieser Parasiten kann zu großen Wunden und zu einer umfangreichen Schädigung der Epidermis des Wirtsfisches führen. Dies erleichtert sekundäre Infektionen durch andere Erreger und macht den Fisch anfälliger für weitere Erkrankungen.
Die Parasiten gebären lebende Junge, welche fast so groß sind, wie sie selbst und zu diesem Zeitpunkt wächst bereits in den Neugeborenen eine weitere Generation.

## Bekämpfung
Katastrophale Verluste des Atlantischen Lachses traten in Norwegen in den 1970er Jahren nach der Einführung des G. salaris auf. Bis 2001 wurden auf diese Weise die Lachspopulationen von 41 norwegischen Flüssen praktisch vernichtet.
Der Parasit kann wegen des hohen Salzgehalts nicht im Meerwasser überleben, so dass die Infektion einer Fischpopulation nicht durch die Wanderung der Fischen zu deren weiteren Ausbreitung führt. Historisch wurden Gyrodactylus-infizierte Flüsse mit dem wahllosen Einsatz des Schädlingsbekämpfungsmittels Rotenon behandelt, wobei nicht nur der Parasit, sondern auch die Fische getötet werden, was eine Neuansiedlung erforderlich macht. Eine neuere Methode verwendet eine geringe Dosierung von wässrigem Aluminium und Schwefelsäure. Ein großer Vorteil dieser Methode ist ihre Fähigkeit, die Parasiten ohne Schädigung der Wirte zu töten. Diese neue Methode lieferte vielversprechende Ergebnisse in den beiden norwegischen Flüssen Batnfjordelva und Lærdalselva.
Am 17. August 2012 wurde in Norwegen mit der weltweit zu diesem Zeitpunkt größten Rotenon-Kampagne begonnen, in deren Zuge 340 000 Liter Rotenon in das Vefsna-Flusssystem eingebracht werden sollen.
Von ehemals 49 infizierten Flüssen wurde der Parasit von 22 Flüssen entfernt, 18 weitere Flüsse wurden behandelt und sind seitdem unter Beobachtung, zwei Flüsse befinden sich derzeit unter Behandlung, in vier infizierten Flüssen wurde die Ausrottungsarbeit begonnen und in drei infizierten Flüssen wurde bisher noch nichts unternommen (Stand 23. Juni 2016).